# We Still Don't Trust You (singolo)
We Still Don't Trust You è un singolo del rapper statunitense Future, del produttore discografico statunitense Metro Boomin e del cantautore canadese The Weeknd, pubblicato il 19 aprile 2024 come primo estratto dall'omonimo album in studio collaborativo di Future e Metro Boomin.

## Descrizione
Il brano è la title track dell'album ed è uno dei tre brani del progetto che presentano la collaborazione di The Weeknd.
È un brano synth pop e la sua produzione, affidata a Metro Boomin, Peter Lee Johnson e Mike Dean, è stata definita "cinematica" e presenta snares e keys con influenze disco, percussioni "morbide" e un rumore "che sembra il segnale acustico di un elettrocardiogramma".

## Video musicale
Il video musicale del brano è stato anticipato da un post su Instagram di Metro e Future che ritraeva i due insieme a The Weeknd con la didascalia "the biggest three", ovvero "i tre più grandi", in riferimento al "big three" che dovrebbe essere composto da Kendrick Lamar, J. Cole e Drake, i quali erano stati coinvolti in un dissing in diversi brani nei giorni precedenti, tra i quali alcuni presenti negli album di Future e Metro.
Il giorno successivo, il 14 aprile, il video è stato pubblicato sul canale YouTube di Future, con apparizioni di tutti e tre gli artisti e la partecipazione della modella canadese Winnie Harlow.

## Accoglienza
Michael Saponara di Billboard ha piazzato il brano al primo posto nella sua classifica dei migliori brani dell'album, elogiando la produzione ma soprattutto la strofa di The Weeknd, definendola un "canto sinistro".
Dylan Greene di Pitchfork ha paragonato il brano a quelli dell'album di The Weeknd del 2022 Dawn FM.

## Classifiche
| Classifiche (2024) | Posizione massima |
| ------------------ | ----------------- |
| Canada             | 21                |
| Lituania           | 25                |
| Regno Unito        | 49                |
| Stati Uniti        | 22                |
| Svizzera           | 57                |